# مارکو ملی
مارکو ملی (انگلیسی: Marco Meli؛ زادهٔ ۲ فوریهٔ ۲۰۰۰) بازیکن فوتبال است.
از باشگاه‌هایی که در آن بازی کرده‌است می‌توان به باشگاه فوتبال فیورنتینا اشاره کرد.
وی همچنین در تیم‌های ملی فوتبال زیر ۱۵ سال ایتالیا و زیر ۱۸ سال ایتالیا بازی کرده‌است.